# Etrurië

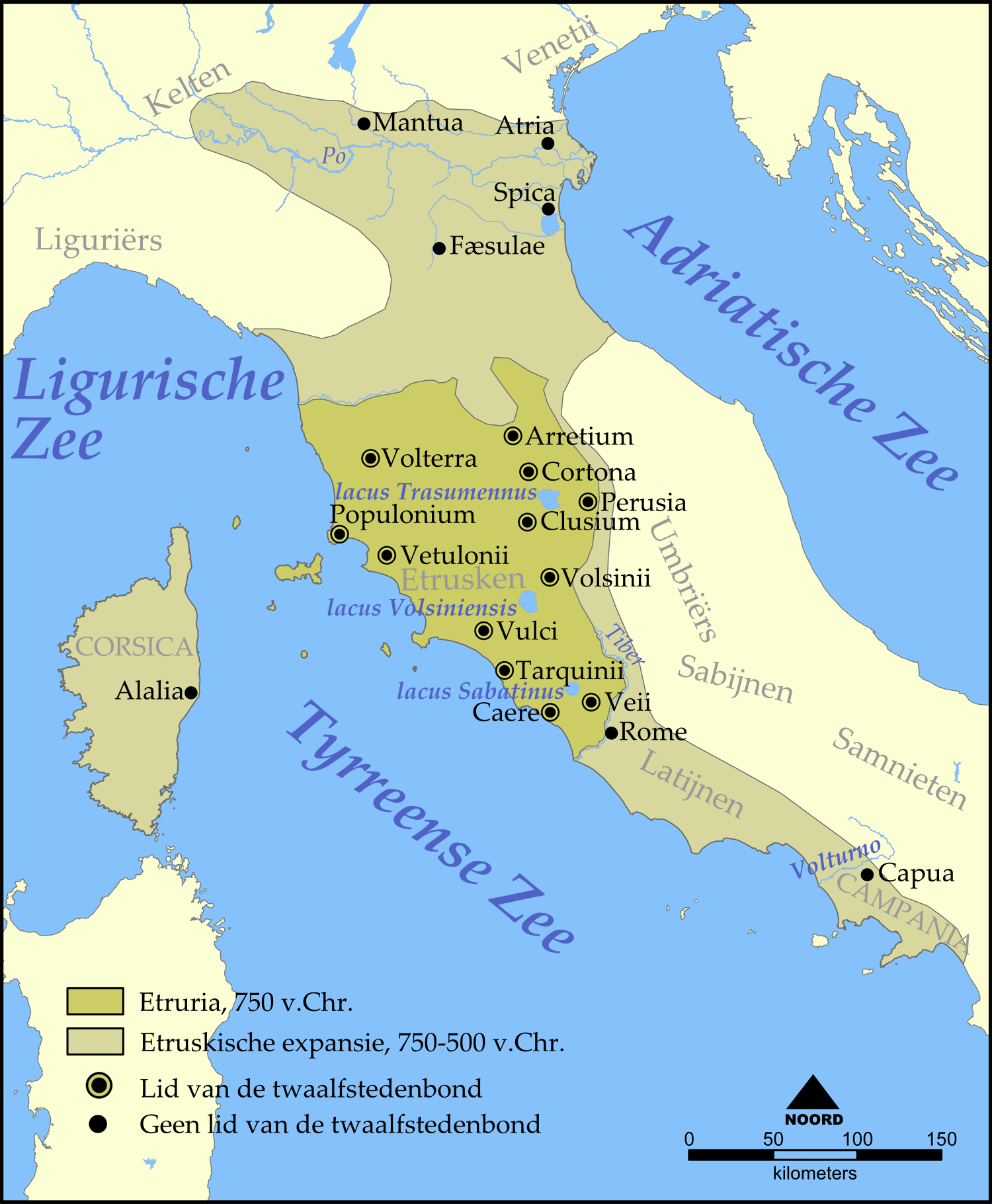
Etrurië en de Etruskische expansie (750-500 v.Chr.).

Etrurië (Grieks: Τυρρηνία Tyrrhenia; Latijn: Tyrrhenia of Etruria, later Tuscia) was in de oudheid een gebied in het midden van Italië dat Toscane, het noordelijke deel van het huidige Latium en delen van Umbrië omvatte. Rijk aan metaalertsen, vormde het het thuisland van de Etrusken en een van de belangrijkste landen aan de Middellandse Zee vanaf de
9e eeuw v.Chr. (de Villanovacultuur) tot het in de 3e eeuw v.Chr. door de Romeinse Republiek werd veroverd.
Politiek gezien is Etrurië nooit een staatkundige eenheid geweest. Volgens legendes was er wel een Etruskische Twaalfstedenbond, maar dat is niet zeker; bovendien lijkt lidmaatschap hiervan niet permanent te zijn geweest en zijn het er wellicht niet eens altijd precies twaalf geweest. Een gangbare indeling van deze twaalf steden in Etrurië is:
| Etruskische naam  | Latijnse naam | Huidige naam |
| ----------------- | ------------- | ------------ |
|                   | Arretium      | Arezzo       |
| C(a)isra          | Caere         | Cerveteri    |
| Clevsin- / Camars | Clusium       | Chiusi       |
| Curtun            | Cortona       | Cortona      |
| Phersna           | Perusia       | Perugia      |
| Pupluna / Fufluna | Populonium    | Populonia    |
| Tarch(u)na        | Tarquinii     | Tarquinia    |
| Vatluna           | Vetulonia     | Vetulonia    |
| Vei-              | Veii          | Veio         |
| Velcha            | Vulci         | Vulci        |
| Velzna            | Volsinii      | Orvieto      |
| Vi(p)sul          | Faesulae      | Fiesole      |

Van 1801 tot 1807 werd de naam Etrurië weer gebruikt voor het door Napoleon geschapen Koninkrijk Etrurië.